# Misrachi
Der Misrachi ([mizˈʀaχi], hebräisch המזרח"י ha-MiSRaCh"I, ein Akronym – erkennbar am Schriftzeichen Gerschajim ‹"› zwischen vorletztem und letztem Buchstaben – von Merkas Rūchanī (מֶרְכַּז רוּחָנִי ‚Geistiges Zentrum‘) oder Misrach („Osten“, seinerzeit im Gegensatz zum säkularen Westen)) ist eine orthodox-jüdische, religiös-zionistische Bewegung. Sie wurde am 5. März 1902 in Wilna von Rabbi Isaac Jacob Reines (1839–1915) gegründet. Ihr Motto ist „das Land Israel für das Volk Israel auf der Grundlage der Tora Israels“.
Nationale Misrachi-Organisationen im deutschsprachigen Raum gibt es in München, Wien und Zürich. Misrachi Wien hat ihren Sitz im Misrachi-Haus auf dem Judenplatz. Die 1929 in Jerusalem gegründete Bnei Akiva ist die Jugendorganisation von Misrachi. In Israel nennt man die Misrachi-Bewegung des Landes Tnūʿat ha-MiSRaCh"I (תְּנוּעַת הַמזרח"י Bewegung des MiSRaCh"I).
Das Akronym ha-MiSRaCh"I ([hamizˈʀaχi]) ist außer der Silbenbetonung gleichklingend mit dem Adjektiv ha-Misrachi ([hamizʀaˈχi], הַמִּזְרָחִי ‚der Orientale/Ostler/Östliche‘), aber mit diesem Begriff nicht zu verwechseln, der auch einen Angehörigen der Misrachim beschreibt, jener israelischen Volksgruppe orientalischer Juden.

## Geschichte
Der orthodoxe litauische Rabbi Reines war zunächst Mitglied von Samuel Mohilevers Organisation Chibbat Zion und schloss sich dann als einer der ersten Rabbis der von Theodor Herzl initiierten Zionistischen Weltorganisation an. Diese war zunächst stark säkular geprägt, sowohl Herzl als auch das Misrachi waren aber bestrebt, auch orthodox-religiöse Kräfte in die zionistische Bewegung zu integrieren. Reines gab ab 1903 die Zeitung haMisrachi heraus. Im Jahr darauf fand der erste Kongress der Misrachi-Weltorganisation in Pressburg (Bratislava) statt, Reines wurde zum Anführer gewählt. Zunächst war die Bewegung vor allem unter der jüdischen Diaspora in Europa aktiv, sie gründete aber auch bald Ableger in Palästina, das damals zum Osmanischen Reich gehörte. Der Misrachi-Weltbund initiierte 1908 ein nationalreligiöses Unterrichtswesen, das während der britischen Mandatszeit (ab 1920) vom Nationalausschuss (hebräisch הַוַּעַד הַלְּאֻמִּי Ha-Waʿad ha-Ləʾummī), Exekutive der Repräsentantenversammlung des Jischuvs (Personalkörperschaft jüdischer Palästinenser), als einer seiner drei Schultypen (neben den säkularen Schulen der Allgemeinen Zionisten und denen der Arbeiterbewegung) anerkannt wurde. Zur Zeit der Gründung des Staates Israel 1948 besuchten 22 Prozent der Kinder Misrachi-Schulen. Der Misrachi-Weltbund verlegte seinen Hauptsitz 1920 von London nach Jerusalem.
Im Mandatsgebiet Palästina bildete das Misrachi eine gleichnamige politische Partei unter Jehuda Leib Maimon, die ab 1920 in der Repräsentantenversammlung vertreten war. Zudem wurde 1921 die Gewerkschaft HaPoʿel haMisrachi („Arbeiter des Misrachi“) gegründet. Diese entwickelte sich in der Folgezeit zu einer eigenen Partei religiös-zionistischer Arbeiter, die von Chaim-Mosche Schapira und Josef Burg geführt wurde. Obwohl HaPoʿel haMisrachi zunächst nur eine Abspaltung von der bürgerlichen HaMisrachi war, wurde sie erheblich stärker als diese. Außerdem gründete die Bewegung 1923 ihr eigenes Geldinstitut, die Bank Misrachi, zu deren ersten Kunden neben Leib Maimon auch der Maler Hermann Struck gehörte, und die ab 1932 von David-Zwi Pinkas geführt wurde. Zu der globalen Bewegung gehörten außerdem die 1925 gegründete Mizrachi Womenʼs Organization of America sowie ab 1929 die Europäische Misrachi-Frauenorganisation, geführt von Anitta Müller-Cohen, mit Zentren in Luxemburg und Freiburg im Breisgau.
Nach Gründung des Staates Israel gingen die beiden Misrachi-Parteien eine Koalition mit der säkularen und linkszionistischen Mapai von David Ben-Gurion ein und setzten unter anderem die Gründung eines Religionsministeriums durch. Die Parteien HaPoʿel haMisrachi und HaMisrachi fusionierten 1956 zur Nationalreligiösen Partei Mafdal. Mafdals Nachfolger HaBajit haJehudi ging 2023 in Mafdal – HaTzionut HaDatit auf.